# Charles F. Haanel
Charles Francis Haanel (22. května 1866 Ann Arbor, Michigan – 27. listopadu 1949 St. Louis, Missouri) byl americký obchodník, autor, filozof a svobodný zednář. Byl oblíben v kruzích Nového myšlení díky své knize The Master Key System (česky Klíč mistrů).

## Osobní život a obchodní kariéra
Rodina Haanelů byla švédského původu, která žila v Pruském Slezsku, později emigrovali do Kanady a odtud do USA.
V knize St. Louis: Historie čtvrtého města (anglicky St. Louis: History of the Fourth City), autor Walter B. Stevens napsal, že „Charles F. Haanel se narodil v Ann Arbor, v Michiganu, byl synem Huga Haanela a Emeline rozené Fox.” čtvrtým ze šesti dětí. Podle Stevense: „se rodina přestěhovala do St. Louis, Missouri, když byl Charles ještě malé dítě." Jeho prvním zaměstnáním bylo: poslíček (anglicky Office boy) ve společnosti National Enameling & Stamping Company v St. Louis. Pro tuto společnost pracoval 15 let. Později se stal podnikatelem a spisovatelem.
V roce 1885 si vzal Esther M. Smith. Spolu měli syna a dvě dcery. Jeho žena zemřela v roce 1891. V roce 1908 se podruhé oženil s Margaret Nicholson z St. Louis, její otec byl W. A. Nicholson.
Byl členem Republikánské strany, svobodným zednářem v loži Keyston č. 243, A.F. & A.M., členem organizace Shriners, podporovatelem Atletického klubu Missouri (anglicky Missouri Athletic Club). byl v bratrstvu Pi Gamma Mu, společník Londýnské vysoké školy pro psychoterapii (anglicky London College of Psychotherapy), člen Ligy Američanů (anglicky Authors League of America), člen Americké společnosti psychického výzkumu (anglicky American Society of Psychical Research), člen Rosenkruciánů (anglicky Society of Rosicrucians), člen Americké sugestivní terapeutické asociace (anglicky American Suggestive Therapeutical Association) a člen Vědecké americké ligy (anglicky Science League of America).
Během života Haanel získal několik akademických titulů a obdržel několik čestných titulů, mimo jiné titul čestného doktora filozofie na College National Electronic Institute, doktora metafyziky a psychologie na College of Divine Metaphysics a doktora medicíny na Universal College of Dupleix v Indii.
Když Haanel 27. listopadu 1949, zemřel, bylo mu 83 let. Jeho popel byl uložen na hřbitově Bellefontaine v St. Louis.

## Kariéra jako finanční úspěch spisovatel
Haanelova kniha The Master-Key System (česky Klíč mistrů) byla vydána v roce 1912, když mu bylo 46 let. Byla napsána formou kurzu dle zásad hnutí Nového myšlení a zaměřovala se na duševní vývoj, finanční úspěch a osobní zdraví. Kniha byla silně podporována autorkou Elizabeth Towne (1865–1960) v magazínu The Nautilus, které vydávalo hnutí Nového myšlení. V roce 1933 se údajně prodalo celosvětově přes 200 000 kopií knihy. Haanel praktikoval finanční principy, které kázal, a byl příkladem vlastního úspěchu. Řídil několik velkých společností. Podle Waltera B. Stevense, jak uvedl v roce 1909: „byl prezident Continental Commercial Company, prezident Sacramento Valley Improvement Company a prezident Mexico Gold & Silver Mining Company.”
Původní kniha obsahovala 24 částí, nebo také učebních modulů. Údajně „ztracené" kapitoly knihy, tedy 25-28, které se nacházely v jiných vydáních knihy, nejsou originální, ale byly zkopírovány z kapitol 11-14. Mezi klíčové body Haanelova systému patří, co sám označoval jako: zákon koncentrace, přitažlivosti a harmonického myšlení a jednání. Unikátní pro Klíč mistrů byla sada cvičení, která doprovázela každou kapitolu a která navazuje a staví jeden krok za druhým. Tedy systém rozvoje, který dělá knihu Klíč mistrů systémem práce k úspěchu. Dalším důležitým aspektem je prvek „pravdy“. Pochopení „pravdy“ bylo odvozeno z pochopení, že všude tam, kde je duch, je vše dokonalé. Ona „pravda" poskytuje čtenářům, studentům jistotu, odvahu a odhodlání změnit svůj život k lepšímu.
Mimo knihy The Master-Key System, napsal Haanel ještě několik dalších knih: Mental Chemistry (1922), The New Psychology (1924), A Book about You (1927) a The Amazing Secrets of the Yogi (1937), spoluautorem poslední knihy byl Victor Simon Perera.

## Vliv na ostatní spisovatele
V 1919 napsal Napoleon Hill Haanelovi dopis, ve kterém mu děkovat za jeho dílo The Master-Key System. V dopise uvedl: „Můj současný úspěch a úspěch, který následoval v mé práci jako prezidenta Institutu Napoleona Hilla, byl do značné míry v souladu se zásadami stanovenými v knize The Master-Key System."
Haanel byl citován v nejprodávanější knize osobního rozvoje The Secret (česky Tajemství) od Rhondy Byrne, která byla vydána v Austrálii 26. listopadu 2006, v Česku pak v roce 2008, v nakladatelství Ikar.

### Původní knihy
- The Master Key System (1912), korespondenční kurz
- The Master Key System (1917), kniha
- Mental Chemistry (1922)
- The New Psychology (1924)
- A Book About You (1928), druhé vydání bylo nazváno jen You
- The Amazing Secrets of the Yogi (1937)

### Varianty knihy Klíč mistrů (anglicky The Master Key System)
- The Master Key System in 24 Parts. Charles F. Haanel, editoval Anthony R. Michalski, ISBN 0-9678514-0-8
- The Master Key System: 28 Part Complete Deluxe Edition. Charles F. Haanel. vydalo Isthar Publishing (červenec 2007), ISBN 978-0-9780535-8-1
- The Master Key System Large Font Edition. Charles F. Haanel, editoval Andras M. Nagy, ISBN 978-0-9753093-3-9
- The Master Key System 2012 Centenary Edition. Charles F. Haanel, editoval Helmar Rudolph, ISBN 978-1-4563360-4-2

### Posmrtné kompilace s písemnými příspěvky jiných autorů
- Master Key Arcana: verze knihy s 28. kapitolami, plus doplnění autory, které ovlivnil, ilustrace a obrázky z původní knihy, brožury a kurzy), 2004
- How to Master Abundance and Prosperity: The Master Key System Decoded: An Executive Summary. Prof. C. W. Haanel Mentz, ISBN 1-4257-1035-2
- The Master Key System in 24 Parts: Workbook Edition. Charles F. Haanel a Donald Gordon Carty, ISBN 1-4116-7362-X, ISBN 978-1-4116-7362-5
- The Master Key BrainCharger Premium Student Handbook. Helmar Rudolph, 2011, ISBN 978-1-4563969-6-1

### Knihy přeložené do češtiny
- Klíč mistrů, 1. vydání 2010, 2. vydání 2012, Mladá fronta, Počet stran 192, Překlad Amadea Gaia, Vazba knihy pevná / vázaná, ISBN 978-80-204-2616-1
- Mistrovské ovládání mysli, 2011, Eugenika, Počet stran 312, Vazba knihy měkká / brožovaná, ISBN 978-80-8100-258-8